# Stay Cool
Stay Cool è un film del 2009 diretto da Michael Polish, accreditato come Ted Smith.
Commedia statunitense con protagonisti Mark Polish, Winona Ryder, Hilary Duff, Josh Holloway, Sean Astin, Chevy Chase e Jon Cryer.
Il film, scritto dai fratelli Mark e Michael Polish, fu presentato al Tribeca Film Festival il 23 aprile 2009, ottenendo ottime recensioni da parte della critica internazionale. Anche MTV lo collocò tra le dieci pellicole più sorprendenti del 2009, definendolo il film più maturo della classifica. Al Tribeca Film Festival fu definito un film che "ci ricorda splendidamente come il tempo voli e che le vecchie fiamme sono tremendamente difficili da spegnere".
In Italia il film è stato trasmesso in prima visione su Rai Movie il 20 febbraio 2011. Nei Paesi Bassi uscì il 14 settembre 2010 e in Australia il 22 settembre dello stesso anno.

## Trama
Lo scrittore di successo Henry McCarthy è chiamato dal vecchio liceo che frequentava per tenere il discorso durante la cerimonia degli ex alunni. Tornato in città per quest'evento, incontrerà i suoi vecchi amici e Scarlet, la ragazza di cui si era invaghito al liceo, ma che non lo aveva corrisposto. La situazione si complica quando la bella Shasta, studentessa dello stesso liceo, si innamora di lui e decide di invitarlo al ballo studentesco.

## Produzione
Il film è stato girato tra luglio e settembre 2008 in California, a Santa Clarita, a Saugus e a Valencia con un budget stimato intorno ai 4 milioni e mezzo di dollari.